# Fountain Hills

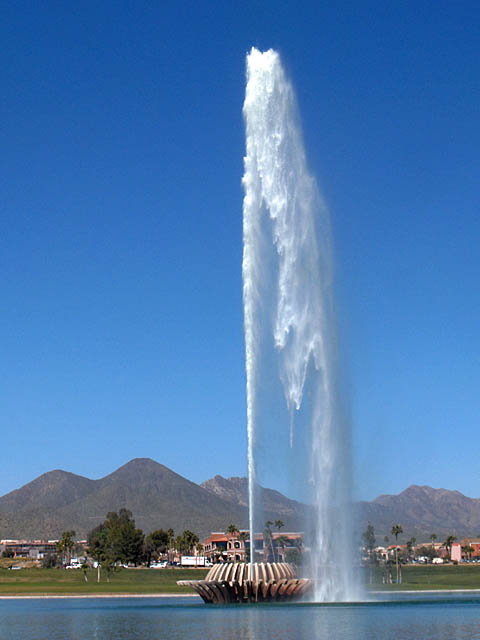

Fountain Hills – miasto w Stanach Zjednoczonych, w stanie Arizona, w hrabstwie Maricopa. Znane z imponującej fontanny, niegdyś najwyższej na świecie. Jest to przedmieście w obszarze metropolitalnym Phoenix, położone około 40 km na północny wschód od centrum Phoenix. 

## Miasta partnerskie
- Concepcion de Ataco (Salwador)
- Dierdorf (Niemcy)
- Kasterlee (Belgia)
- Zamość (Polska)